# Зашиверск
Зашиверск је нестали град у Русији. Налазио се изван поларних кругова, у средњем току реке Индигирке, сада у Момском рејону Јакутије.
Основан је 1639. године као зимовник иза брзака (руско дијалектно шиверы — одатле име града). У XVII — почетком XIX века био је место наплате јасака, велики комерцијални и административни центар у басену Индигирке, са популацијом до 500 људи. Раскрсница пловних и копнених путева (од Јакутска до Колиме). Са истребљењем животиње са крзном назадовао, након епидемије великих богиња до 1880.их година престао да постоји. Поједини становници на месту бившег насеља су остајали још у 1920-им.
У књижевности се зове заполарна, јакутска Помпеја; заполарни Китеж, сибирски „град Китеж”. Сачувале су се Спаска црква и звоник, који током археолошке експедиције 1969—1971 су одведени у музеј Новосибирска.

## Локација
Зашиверск се налазио у зони шума и тундре, окружен планинама ланца Андреј-Тас и Момског масива, на полуострву Индигирке. Индигирка, раније позната као Пасја река, овде је пловна, има брзу струју и вртлози. Значајно више у току Индигирке су брзаци на празима Бусика. У прошлости река је више пута поплавила град. Полуострво је сада око 5 км дужине и до 1,5 км ширине, била је природна одбрана против непријатеља. На супротној обали су стрме стене висине до 400 метара са бизарним узорком, на обрнутој страни су покривене четинарским шумама. Подручје је мочварно, са ниским жбуњем. Лети овде се може видети беле ноћи; на ливадама расту траве и јарко пољско цвеће. У прошлости једни путници су се дивили природи, други изражавали разочарање (због планинског предела и неплодног земљишта). Северно од Зашиверска почиње тундра са безбројним језерима и мочварама. Зашиверск је био сакривен у подножју Становског и Верхојанског гребена и никада није имао копнене летње путеве. Раније је контактирао са спољашњим светом само са две саобраћајне везе: лети — са Индигирком и планинским стазима, а зими — Јакутско-Колимским саоничким друмом. Данас најближа насеља тренутно су села Кулун-Елбјут узводно поред Индигирке (растојање је у праву — око 70 км) и Кубергања низводно (око 85 км).
Територија бившег града укључена је у створени 1999. године ресурсни резерват (посебно заштићену природну површину) општинског значаја „Зашиверск” — делимично заштићену кључну орнитолошку територију руске Арктике.

## Историја

### Зимовник
Историја Зашиверска потиче из 1639. године, када је одред јенисејског козака Посника Иванова, након сукоба са Јукагирима, кренуо на обронак испод брзака и 11. октобра исте године изградио зимовник, касније звани Зашиверск. Много ниже низводно од Зашиверска истовремено је Иван Ребров основао Подшиверскоје и још пар зимовника. Иванов је извештавао: 
Јукагирска земљица је пуна људи, а река Индигирка је рибљива; у јукагирској земљици има много самура; и многе реке се у Индигир-реку улише, а на свима онима рецима многи пешачки и јеленски људи живе; па јукагирски људи имају сребро.
Кроз обале реке Кољадин, која се улива у Индигирку насупрот граду, био је копнени пут од Јакутска према Колими, у локалном фолклору звани „царски”, то јест државни. Комуникација са Јакутском преко копна у XVIII веку, према предању, се одржавала преко басена реке Јане; један од путева је прошао кроз Верхојанск и Жиганск. Пут до Јакутска (на коњу) трајао је 3—4 месеца, при томе су кретали углавном у лето. Најближе насеље је било на удаљености већој од 300 км.
Зашиверск је служио као привремено пребивалиште и база за снабдевање за путујуће козаце, служиле и „охоче људе”. Овде су се снабдевали храном, опремом и муницијом. На овом месту су посетили истраживачи Семјон Дежњов, Селиванко Харитонов, Михаил Стадухин. Ту су биле продавнице и складишта. Градили и ремонтирали бродове. Град су населили чиновници и скупљачи јасака, трговци и ловци.
У Зашиверск се допремао јасак, овамо с крзном су дошли Јукагири који живели у близини, Евенки из горње Индигирке, па чак охотски Тунгузи. Године 1665. Зашиверци су послали молбу на сина бојарског Андреја Булигина који је угњетавао Јукагире. Јукагири и Евени су одбили да плате јасак, 1666. године су напали, а 1679. опсадили Зашиверск.

### Острог
Због сталне претње опсаде 1676. године, у центру Зашиверска је био изграђен дрвени тврђавни зид, чиме је град постао једино утврђење на Индигирце са трајним гарнизоном козака и центром великих територија од реке Јане на западу до Колиме на истоку.
Индигирски острог је 1721. године добио име Зашиверска. У Зашиверској парохији 1769. године било је 922 људи, укључујући 33 прогнаника. Међу сталним становницима, чији потомци до сада живе у Руском ушћу и на Колими, постојала су презимена: Посников, Тарабукин, Хабаров, Синицин, Берјозкин, Лебедев, Шелканов и друга. Део становништва Индигирке био је са Руског севера. 
Управници Зашиверског острога:
| Андреј Горелиј  | : | 1650—1652 |
| Фома Кондратјев | : | 1650—1652 |
| Василиј Бурлак  | : | 1652—1654 |
| Иван Овчиников  | : | 1654—1658 |

| Василиј Бурлак | : | 1659      |
| Иван Жирок     | : | 1660—1662 |
| Амос Михајлов  | : | 1662—1663 |
| Андреј Булигин | : | 1665      |

| Литкин            | : |           |
| Степан Шчербаков  | : | 1668—1670 |
| Леонтиј Трифонов  | : | 1670—1671 |
| Јуриј Криженовски | : | 1675—1677 |

| Дмитриј Савин    | : |           |
| Герасим Ципандин | : | 1686—1688 |
| Фјодор Краснојар | : | 1688—1689 |
| Иван Тоболски    | : | 1688—1690 |

### Град
Зашиверск 1783. године, узимајући у обзир присуство тврђаве и цркве, добио је статус града и административног центра Зашиверског округа, у саставу Јакутске области Иркутског намесништва. Овде су се разместили градоначелник и градска већница, окружни финансијски уред, окружни суд за кривичне предмете, земски суд и друге установе. Отворени су крчме, продавнице хљеба и соли. Грађани су били ангажовани у лову, риболову и чак пољопривреди. Крајем XVIII века појављују се црквене потрепштине украшене златом и сребром. Црквена библиотека је имала књиге о поморској и војној вештини.
Јукагири, Евени, и Јакути су снабдевали грађане млечним производима, дивљачима, јеленским, медвеђим и крављим месом. Сваке године у новембру или децембру одржан је сајам: трговци из Јакутска су продавали гвоздено посуђе, тканине, стаклене перле, шећер, дуван, мештани — крзну (од веверице, лисице, самура, хермелина, сибирске куне), кљове моржа и мамута.
26. октобра 1790. године височанствено утврђен је грб града Зашиверска, истовремено са другим грбима Иркутског намесништва, са следећим описом: „У горњем делу штита је грб иркутски. У доњем делу у црном пољу златна лисица, у знак да становници овог округа се бави ловом на ове звери”.
Међу грађанима било је доста Јукагира, Евена и Јакута који су радили у руским кућама. Ту су живели занатлије и трговци. Војни гарнизон 1799. године бројио 33 људи. Током XVIII века Зашиверск је проживио цветање. Према предањима, број кућа и јурта у граду је достигао 270. Становништво вероватно никада није прешло 500 људи. Државни товари из Јакутска до Зашиверска до његовог укидања 1805. године били су испоручени на путу кроз Тукулански прелаз и ријеку Алдан, затим кроз Нелгегу или Борулах. На Индигирце узводно од Зашиверска комуникације очигледно није било, јер је тешко проћи кроз брзице.
- Слика Л. Воронина (1785—1792)
- Грб Зашиверска (1790)
- Слика експедиције Биллингса и Саричева (1785—1794)
- План Зашиверска (1798)

### Пад и пропаст
Зашиверск се нашао по страни од Јано-Индигирско-Колимског друма и почео да постепено назадова. Свеопшто истребљење животиње са крзном је послужило као разлог за смањење трговачке вредности Зашиверска, и као посљедица тога, смањење њеног становништва. Током административно-територијалне реформе из 1803. године, која је предвиђала смањење броја „редовних градова” и њихових округа, Зашиверск „за мали број становника” је искључен из броја окружних градова; 1804. године, након добијања налога, управни центар са свим окружним институцијама, као и са катедром протојереја, пребачен је у Верхојанск (400 км западно). Неко време овде још је остајао одред козака и неки трговачке установе. 1808. године у граду су живели 120—130 људи. Остали становници су вероватно умрли од епидемија малих и великих богиња, који су се десили у верхојанској околини 1773—1776. и поново 1883. године. Из великих богиња је нестало и древног насеља Полоусног у близини, у коме се још 1940-им годинама налазила капела.
У октобру 1820. године овде је путовао поларни истраживач Ф. Врангел, који је пронашао у догореваћем Зашиверску само пет стамбених кућа. У децембру 1822. град је посетио шкотски путник Џон Кокран, који је написао: „...Крв се замрзнула у мојим жилама када сам коначно видео ово место. Ја... никада нисам видео такву бескрајно тужну слику... Насеље се састојало од седам несрећних стана.”
Током 1840-их година овде је дошао путник по презимену Виноградов: „Након преласка Индигирке, отвара се Зашиверск, стојећи на њеној десној обали. Божји храм и три јурта, свештеник са црквењаком, улусни писар са пером и управник станице без коња чине целу популацију”. Истих година ово место је посетио надбискуп Нил, који је оставио причу о Спаској цркви и њеној парохији, али није споменуо ништа о самом граду. Зашиверск као насеље у то време више није постојао. Црквене потрепштине су одведене у Крест-Мајорску и Момску цркве на Индигирце. Године 1874. у Санкт Петербургу разрађен је нацрт новог грба Зашиверска са описом: „У црном штиту налази се златна лисица са тамноцрвеним очима”, али он није утврђен. 1878. године у Источни Сибир био је административно протеран службеник Захар Циганков. Из Иркутског затвора се намењивао к протеривању у град Зашиверск. Када су сазнали да град није био имао становнице, затвореник био протеран у Верхојански округ.
Крајем 1920-их година чланови експедиције Наркомвода СССР-а затекли су на месту Зашиверска двојицу људи, Јакута по националности, који живели у амбару. То су били рибар Митреј Слепцов и његова млађа сестра Јевдокија Фјодоровна Слепцова. Неколико година касније Слепцов је умро, његова сестра преселила се у место које се зове Тјогјурјок. Слепцова је рекла: „Ми смо били последњи становници града”.

## Архитектура
Од нестале заполарне Мангазеје у западном Сибиру Зашиверск је разликовало присуство споменика изнад земље који су постојали до XX века: шаторске цркве и надвратне капије тврђаве. Зашиверск је насликан у „Цртаћој књизи Сибира” састављеној Семјоном Ремезовим 1701. године. Град је приказан у цртежима Л. Воронина и Ф. Матјушкина на прелому XVIII и XIX века.
Зашиверск био је град потпуно саграђен од дрвета. Бедем изграђени 1676. године према археолошким ископавањима 1969—1971. година имао је дужину од 46 метара и ширину 38 метара. Дебљина бедема постављеног из два реда трупаца је била око два метра. Преко бедема су изграђене две куле са капијом, једна кула на углу и црква Спаситеља (уграђена у јужни зид). У плану, који је израдио геодетар Турчанинов 1798. године, приказани су амбари за провијант и тамница. У цртежима Л. Воронина крајем XVIII века бедем тврђаве већ је нестао. Судећи по напоменутом плану и цртежима, град је имао неуређену изградњу без улица, куће су се припијали уза реку. Крајем XVIII века град се ширио и већ се налазио на полуострву и на суседном западном острву. Како су рекли староседелаци, део града је такође био смештен на левој обали Индигирке и на брдима изнад основног дела града.
У време доласка археолошке експедиције 1969. године, на месту Зашиверска је била црква, напола срушен звоник, две напола срушене бравнаре (вероватно саграђене средином XIX века) и стуб за везивање коња. Спаска црква са звоником изграђена је 1700. године локалном тесачем Андрејем Хабаровом од ариша, испорученог највероватније из горњег тока Индигирке. У првој половини XX века у цркви се још налазиле избледене и огулите иконе „древног сликања”. Пошто је било немогуће осигурати очуваност споменика у дивљој природи влада Јакутске АССР је дала дозволу за њихов извоз у Историјско-архитектонски музеј на отвореном у предграђу Новосибирска. Звоник је превезен 1970. године, Спаска црква — 1971. године.

## Зашиверск у фолклору
Зашиверск је након свог нестанка остао у фолклорном сећању староседелачког становништва Индигирке: легендама и предањима забележенима у различито време. Тако, оснивање града, према легенди, било је повезано са јакутским витезом Берт-Чјорјогјором: уз помоћ Руса успео је да победи Тунгусе, са којима Јакути рание били у непријатељству. Према другој верзији, Јорјо-Чјорјогјор је био спроводник Руса у Индигирку и показао место за полагање града.
У 1940—1950. години спада записи предања о епидемији великих богиња и пропасти града због њих. По верзији Ј. Фролова, шамани су повезивали долазак великих богиња — „баке”, како су звали је, почетком XIX века са „злим духом” који се осветио на тој начин људима за истребљење животиње са крзном. Према другом предању, две сестре су седеле седам дана на дрветима и са жалошћу гледали становнике Зашиверска. То су били дуси великих богиња. А када су их увредио тунгуски кнез који су пролазио мимоићи они се сручили своју јарост на град. Легенда јакутског или тунгуског порекла коју су чули учесници научне експедиције 1969—1970. година у доњем току Индигирке, прича да је једном током сајма (у близини градске тврђаве) шаман видео богато оковану шкрињу са драгоценостима, која је била заражена болести, и наредио да бацити је у ледену рупу, али халапљив свештеник се успротивио њему, и када су оковану шкрињу отварали — људи су се бацили и разграбили све ствари које лежеле у њој. А сутрадан су велике богиње захватили град. Сви су умрли, заједно са свештеником, преживела је само девојчица Тарабукина, која је живела до 105 година и умрла 1913. године. У наречју становништва села Руског Ушћа на Индигирце за означавање великих богиња је сачуван израз „зашиверска гадост” (рус. зашиверская погань).

## Истраживања
...Спустили смо се на раван трг. На њом су црква, звоник, два амбара и два гроба. То је све што се сачувало од Зашиверска!

— Поларни истраживач Б. Леванов (1929)
Зашиверск се помиње у описима путовања руских истраживача Г. Саричева крајем XVIII века и Ф. Врангела почетком XIX века. Детаљан опис града се налази у „Речнику географском Руске државе” А. Шчекатова, објављеном 1804. године.
После своје пропасти град се скоро никада није поменуо. Прво детаљно истраживање историје Зашиверска (према архивским материјалима) се односи на 1922. годину, када је у „Збирце материјала за проучавање Јакутије” Јакутски народни комесаријат објавио чланак под насловом „Град Зашиверск” аутора са иницијалима „В. Г.”. Зашиверск су споменули В. И. Огородников у књизи „Од историје освајања Сибира. Освајање јукагирске земље” (Чита, 1922), С. В. Бахрушин у „Открићи Јакутије Русима у XVII веку и њеног припајања Русији” (Јакутск, 1957). Постојање цркве на месту бившег града у XX веку први пут се помиње у извештају из 1933. године о одржавању Индигирске хидрографске експедиције, која је 1931. године случајно открила остатке града.

#### Археолошки радови
Археолошка ископавања на месту Зашиверског острога и, делимично, околне територије спроведена је 1969—1971. година експедицијом сибирског одељења Академије наука СССР. Ископавање омогућило је успостављање историјских података који нису били у писаним изворима. Кратко лето и пермафрост (лед почињао на дубини од 25—30 цм) спречили је археологима да заврше ископавања, посебно није био пронађен културни слој XVII века.
Током експедиције под слојем тресета пронађени су остаци зидова, подова кула, као и занатске радионице 15 метара од звоника. Откривени су трагови поплава и два пожара, од којих је један уништио део зидова тврђаве. Пронађени су бакарне монете из XVIII века; „идол” и шаховска фигура од костију мамута, стаклене перле, комада лискуна и стакла, гвоздени нож и друге предмете. На удаљености од 1,6 м и 10 цм од цркве на дубини од 80 цм у песковитом тлу откривена је група сахрањивања: жене и троје деце у мртвачким сандуцима од тесаних дасака; детета у издубљеном брвну; девојке у сандуку издубљеном од два ариша.
Према учеснику експедиције М. Угрина, двојица других учесника — професор Иван Маковецки и сниматељ Олег Максимов били су заражени спорима од великих богиња и погинули.